# Chasselas
Chasselas é uma comuna francesa na região administrativa de Borgonha-Franco-Condado, no departamento Saône-et-Loire. Estende-se por uma área de 2,55 km². Em 2010 a comuna tinha 177 habitantes (densidade: 69,4 hab./km²).